# Paragnapha insularis
Paragnapha insularis är en insektsart som beskrevs av Willemse, C. 1923. Paragnapha insularis ingår i släktet Paragnapha och familjen vårtbitare. Inga underarter finns listade i Catalogue of Life.